# 니콜라우스 라이머스

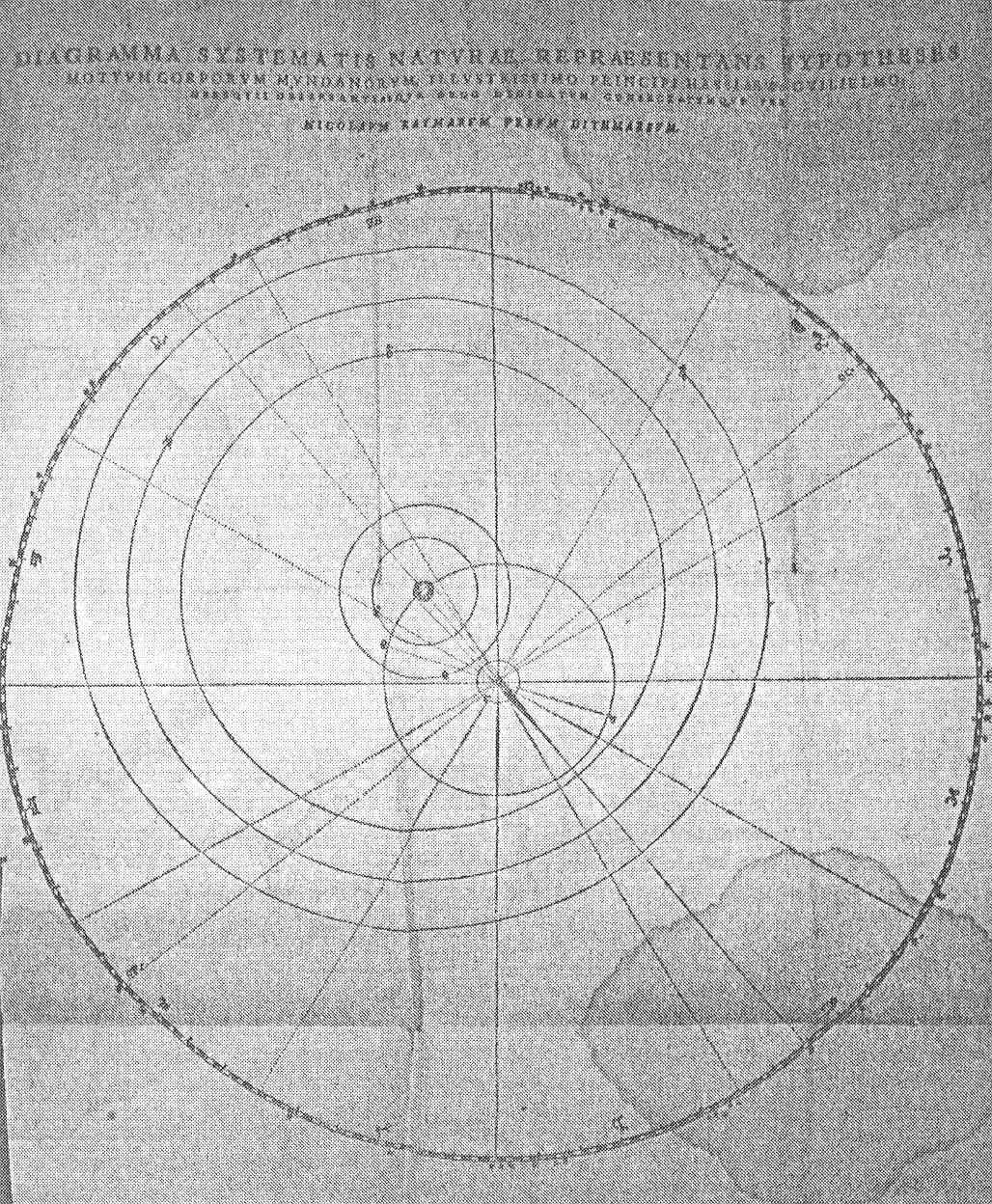

니콜라우스 라이머스 베어(Nicolaus Reimers Baer, 1551년 2월 2일 ~ 1600년 10월 16일)는 라이마루스 우르소(Reimarus Ursus, ‘우르소’는 곰이라는 뜻의 라틴어다.)라는 라틴어 이름으로도 알려져 있는 독일의 천문학자이자 신성 로마 제국의 루돌프 2세 황제의 제국 수학자였다. 라이머스는 튀코 브라헤의 숙적이었다.
라이머스는 튀코 체계를 누가 제창했느냐의 문제로 튀코와 오랫동안 싸움을 벌였다. 라이머스는 자기 책에서 근거 없이 브라헤 가문을 음란하게 비난했고, 튀코도 라이머스를 상대로 소송을 준비했다. 이 둘의 싸움 중간에는 애꿎은 케플러도 멋모르고 끼여 있었다. 라이머스는 싸움에서 케플러를 인질 잡았고, 튀코는 라이머스를 상대로 한 소송에서 케플러의 언질을 이용했다. 결국 이 추한 싸움은 튀코의 승리로 끝이 났으며, 라이머스는 프라하를 도망치듯 떠났고, 제국 수학자 자리도 튀코가 차지했다. 1년여 뒤인 1600년, 라이머스는 숨을 거두었다.

## 저서
- 《천문학적 가설에 대하여》

## 같이 보기
- 튀코 브라헤
- 요하네스 케플러